# Valle Nevado
Valle Nevado é um centro de esqui chileno situado na Cordilheira dos Andes, a 46 quilômetros da cidade de Santiago.
Foi criado em 1988 por empresários franceses, seguindo o padrão dos melhores resorts de esportes de inverno existentes na Europa. Atualmente é o maior centro de práticas de esportes relacionados à neve no hemisfério sul.

## Descrição
A temporada tradicionalmente começa em junho e termina em outubro. A estação de esqui é composta por 34 pistas marcadas, 4 para o nível iniciante, 11 para o nível intermediário, 14 para o nível avançado e 5 para o nível experiente. O acesso às pistas é feito através de 16 meios mecânicos instalados na montanha. Existe também um snow park para a prática de manobras mais radicais.

## Serviços
Valle Nevado conta com escola de esqui e snowboard, serviço de aluguel de equipamentos, posto médico, minimercado e diversas lojas. Há também uma grande variedade de restaurantes e hotéis próximos às pistas.